# 2018-as Formula–E Párizs nagydíj
A 2018-as Formula–E Párizs nagydíjat április 28-án rendezték meg az Circuit des Invalides versenypályán.  Ez volt a 2017–2018-as szezon nyolcadik versenye. A futamot Jean-Éric Vergne nyerte meg.

## Eredmények

### Időmérő
| Pozíció | #  | Versenyző              | Csapat            | CS       | SP       | Rajthely |
| ------- | -- | ---------------------- | ----------------- | -------- | -------- | -------- |
| 1       | 25 | Jean-Éric Vergne       | Techeetah–Renault | 1:01.508 | 1:01.144 | 1        |
| 2       | 2  | Sam Bird               | Virgin–Citroën    | 1:01.771 | 1:01.421 | 2        |
| 3.      | 18 | André Lotterer         | Techeetah–Renault | 1:01.818 | 1:01.487 | 3        |
| 4.      | 5  | Maro Engel             | Venturi           | 1:01.756 | 1:01.541 | 4        |
| 5.      | 28 | António Félix da Costa | Andretti–BMW      | 1:01.563 | 1:02.805 | 5        |
| 6.      | 1  | Lucas di Grassi        | Audi              | 1:01.823 |          | 6        |
| 7.      | 7. | Jérôme d’Ambrosio      | Dragon-Penske     | 1:01.836 |          | 7        |
| 8.      | 9  | Sébastien Buemi        | e.dams-Renault    | 1:01.837 |          | 8        |
| 9.      | 16 | Oliver Turvey          | NIO               | 1:01.888 |          | 9        |
| 10.     | 6  | José María López       | Dragon-Penske     | 1:01.902 |          | 10       |
| 11.     | 19 | Felix Rosenqvist       | Mahindra          | 1:02.012 |          | 11       |
| 12.     | 23 | Nick Heidfeld          | Mahindra          | 1:02.058 |          | 12       |
| 13.     | 8  | Nico Prost             | e.dams-Renault    | 1:02.092 |          | 13       |
| 14.     | 20 | Mitch Evans            | Jaguar            | 1:02.122 |          | 20[a]    |
| 15.     | 66 | Daniel Abt             | Audi              | 1:02.125 |          | 14       |
| 16.     | 36 | Alex Lynn              | Virgin–Citroën    | 1:02.139 |          | 15       |
| 17.     | 27 | Tom Blomqvist          | Andretti–BMW      | 1:02.823 |          | 16       |
| 18.     | 4  | Edoardo Mortara        | Venturi           | 1:02.834 |          | 19[b]    |
| 19.     | 68 | Ma Csing-hua           | NIO               | 1:02.998 |          | 17       |
| 20.     | 3  | Nelson Piquet Jr.      | Jaguar            | —        |          | 18       |
| Forrás: |    |                        |                   |          |          |          |

Megjegyzések:
- ↑ a:  Mitch Evanst tíz pozícióval hátrébb sorolták, amiért váltót cseréltek az autójában.[4]
- ↑ b:  Edoardo Mortara három helyes rajtbüntetést kapott, amiért a piros zászlós időszak alatt a megengedett sebességhatárt túllépte.[5]

### Verseny
| Pozíció | #  | Versenyzó              | Csapat            | Körök | Idő/kiesés oka   | Rajthely | Pontok  |
| ------- | -- | ---------------------- | ----------------- | ----- | ---------------- | -------- | ------- |
| 1.      | 25 | Jean-Éric Vergne       | Techeetah–Renault | 49    | 54:49.102        | 1        | 25+3[c] |
| 2.      | 1  | Lucas di Grassi        | Audi              | 49    | +4.882           | 6        | 18+1[d] |
| 3.      | 2  | Sam Bird               | Virgin–Citroën    | 49    | +8.897           | 2        | 15      |
| 4.      | 5  | Maro Engel             | Venturi           | 49    | +9.287           | 4        | 12      |
| 5.      | 9  | Sébastien Buemi        | e.dams-Renault    | 49    | +10.194          | 8        | 10      |
| 6.      | 18 | André Lotterer         | Techeetah–Renault | 49    | +10.855          | 3        | 8       |
| 7.      | 66 | Daniel Abt             | Audi              | 49    | +13.918          | 14       | 6       |
| 8.      | 19 | Felix Rosenqvist       | Mahindra          | 49    | +15.271          | 11       | 4       |
| 9.      | 16 | Oliver Turvey          | NIO               | 49    | +19.557          | 9        | 2       |
| 10.     | 6  | José María López       | Dragon-Penske     | 49    | +20.989          | 10       | 1       |
| 11.     | 23 | Nick Heidfeld          | Mahindra          | 49    | +21.698          | 12       |         |
| 12.     | 7  | Jérôme d’Ambrosio      | Dragon-Penske     | 49    | +26.723          | 7        |         |
| 13.     | 4  | Edoardo Mortara        | Venturi           | 49    | +29.937          | 19       |         |
| 14.     | 36 | Alex Lynn              | Virgin–Citroën    | 40    | +43.112          | 15       |         |
| 15.     | 20 | Mitch Evans            | Jaguar            | 49    | +43.989          | 20       |         |
| 16.     | 8  | Nico Prost             | e.dams-Renault    | 48    | +1 kör           | 13       |         |
| 17.     | 68 | Ma Csing-hua           | NIO               | 46    | +3 kör           | 17       |         |
| Ki      | 3  | Nelson Piquet Jr.      | Jaguar            | 32    | biztonsági öv    | 18       |         |
| Ki      | 27 | Tom Blomqvist          | Andretti–BMW      | 32    | baleseti sérülés | 16       |         |
| Ki      | 28 | António Félix da Costa | Andretti–BMW      | 2     | fékek            | 5        |         |
| Forrás: |    |                        |                   |       |                  |          |         |

Megjegyzések:
- ↑ c:  +3 pont a pole-pozícióért.
- ↑ d:  +1 pont a leggyorsabb körért.

## A bajnokság állása a verseny után
(Teljes táblázat)
| H  | Versenyzők       | Pont | H  | Konstruktőrök     | Pont |
| -- | ---------------- | ---- | -- | ----------------- | ---- |
| 1. | Jean-Éric Vergne | 147  | 1. | Techeetah–Renault | 188  |
| 2. | Sam Bird         | 116  | 2. | Virgin–Citroën    | 133  |
| 3. | Felix Rosenqvist | 86   | 3. | Audi              | 114  |
| 4. | Sébastien Buemi  | 70   | 4. | Mahindra          | 107  |
| 5. | Lucas di Grassi  | 58   | 5. | Jaguar            | 88   |

- Jegyzet: Csak az első 5 helyezett van feltüntetve mindkét táblázatban.